# Molière, sa vie, son œuvre
Pour plus de détails, voir Fiche technique et Distribution.
Molière, sa vie, son œuvre est un film français muet réalisé par Jacques de Féraudy, sorti en 1922.

## Synopsis
En 1644, Molière n'a encore que vingt-deux ans. Criblé de dettes et poursuivi par les huissiers, il s'entête à monter sur scène des tragédies dans lesquelles il est indéniablement mauvais. Et puis un jour, après avoir été emprisonné par des créanciers impatients, il disparaît.

## Fiche technique
- Réalisation : Jacques de Féraudy
- Format : Noir et blanc - Muet - 1,33:1 - 35 mm
- Genre : Documentaire biographique
- Année de sortie : 1922

## Distribution (dans leur propre rôle)
sociétaires de la Comédie-Française
- René Alexandre
- Augereau
- Marie Bell
- Léon Bernard
- Bourgeois
- Berthe Bovy
- Béatrice Bretty
- André Brunot
- Berthe Cerny
- Chaize
- Maurice Chambreuil
- Coste
- Andrée de Chauveron
- Maurice de Féraudy
- Émile Dehelly
- Marcel Dessonnes
- Suzanne Devoyod
- Émile Drain
- Émile Duard
- Yvonne Ducos
- Huguette Duflos
- Maurice Escande
- Jane Faber
- Jacques Fenoux
- Duard Fils
- Catherine Fonteney
- Pierre Fresnay
- Roger Gaillard
- Paul Gerbault
- Girard
- Charles Granval
- Jacques Guilhène
- Firmin Gémier
- Thérèse Kolb
- Georges Lafon
- Germaine Laugier
- Georges Le Roy
- Fernand Ledoux
- Maxime Léry
- Roger Monteaux
- Élisabeth Nizan
- Jeanne Rémy
- Madeleine Renaud
- Albert Reyval
- Gabrielle Robinne
- René Rocher
- Roseraie
- Charles Siblot
- Solange Sicard
- Eugène Silvain
- Louise Silvain
- Mademoiselle Valpreux
- Maria Ventura